# Madhuca bejaudii
Madhuca bejaudii är en tvåhjärtbladig växtart som beskrevs av Aubrev. Madhuca bejaudii ingår i släktet Madhuca och familjen Sapotaceae.
Artens utbredningsområde är Kambodja. Inga underarter finns listade i Catalogue of Life.